# Ewa Kwiecień
Ewa Kwiecień (ur. ok. 1953 r. w Szczecinie, zm. 3 stycznia 2025) – polska dziennikarka, redaktorka i leśnik.
Od 1971 r. studiowała na Wydziale Leśnym warszawskiej Szkoły Głównej Gospodarstwa Wiejskiego, zostając absolwentką tej uczelni w roku 1976. W tymże roku podjęła pracę dziennikarki w czasopiśmie Las Polski, będąc jego redaktor naczelną od 1991 do 1999. Była też redaktor naczelną czasopism Parki Narodowe (1994-2002 i 2006-2008) oraz Przyroda Polska (2009-2025), ponadto zastępczynią redaktora naczelnego Głosu Lasu (1993-2013) i sekretarzem redakcji pisma naukowego Sylwan. Opublikowała przeszło 400 artykułów popularnonaukowych lub popularyzacyjnych z zakresu przyrody, jest też autorką książek o tej tematyce. 
Została pochowana w Warszawie na Starym cmentarzu na Służewie.

## Ordery i odznaczenia
- Złoty Krzyż Zasługi (2025. pośmiertnie)[9][10][11]
- Srebrny Krzyż Zasługi[12] (2021)[13]
- Brązowy Krzyż Zasługi[14]
- Medal „Pro Memoria”[15]
- Odznaka honorowa „Za Zasługi dla Ochrony Środowiska i Gospodarki Wodnej”[16]

## Książki E. Kwiecień[17]
- Grzywacz A., Kwiecień E., 2009: Księga lasu. Oficyna Wydawnicza Forest, Józefów.
- Zawadzka D., Kwiecień, 2011: Puszcze i lasy Polski: encyklopedia ilustrowana. Multico Oficyna Wydawnicza, Warszawa.
- Kwiecień E., 2013: Leśnicy świadkowie historii : lata przed II wojną światową, okres wojny i czasy bezpośrednio po jej zakończeniu. Ośrodek Kultury Leśnej (Gołuchów).
- Kwiecień E. (red.), 2015: Udział leśników w obronie Ojczyzny: biogramy. Wyd. Polskie Towarzystwo Leśne, Toruń.